# Laphria dimidiata
Laphria dimidiata är en tvåvingeart som beskrevs av Macquart 1846. Laphria dimidiata ingår i släktet Laphria och familjen rovflugor. Inga underarter finns listade i Catalogue of Life.